# New York State Athletic Commission
New York State Athletic Commission (NYSAC) – komisja boksu i zapasów powołana w stanie Nowy Jork w roku 1920 po wejściu w życie przepisów Walker Law legalizujących walki zawodowe. Działa do dzisiaj a podobne komisje powstały w pozostałych stanach USA. Udziela licencji zawodnikom, sekundantom, sędziom i managerom.
Wielokrotnie sankcjonowała walki o tytuł mistrza świata w boksie często uznając własnych mistrzów, głównie w latach dwudziestych i trzydziestych XX wieku. W wadze ciężkiej od roku 1922 (Jack Dempsey) do roku 1970 (Joe Frazier) a po raz ostatni  w wadze lekkopółśredniej w 1977 (Wilfred Benítez).